# 巴林經濟
巴林依照由美國傳統基金會及華爾街日報所發表的2006年經濟自由度指數擁有中東最自由的經濟，並且於世界排名第25。 
由於「政府已經尋求經濟的多元化，以減少依賴於巴林衰退中的石油存量，並且鼓勵外國的投資，又因為相對而言較四海一家的外觀、現代式的經濟、良好的法規系統，以及絕佳的通訊與交通基礎建設，許多跨國企業在波斯灣的業務是以巴林作為基地」，因此在研究調查中，巴林被認為領先於區域的競爭者：阿拉伯聯合大公國、以色列及卡塔尔。

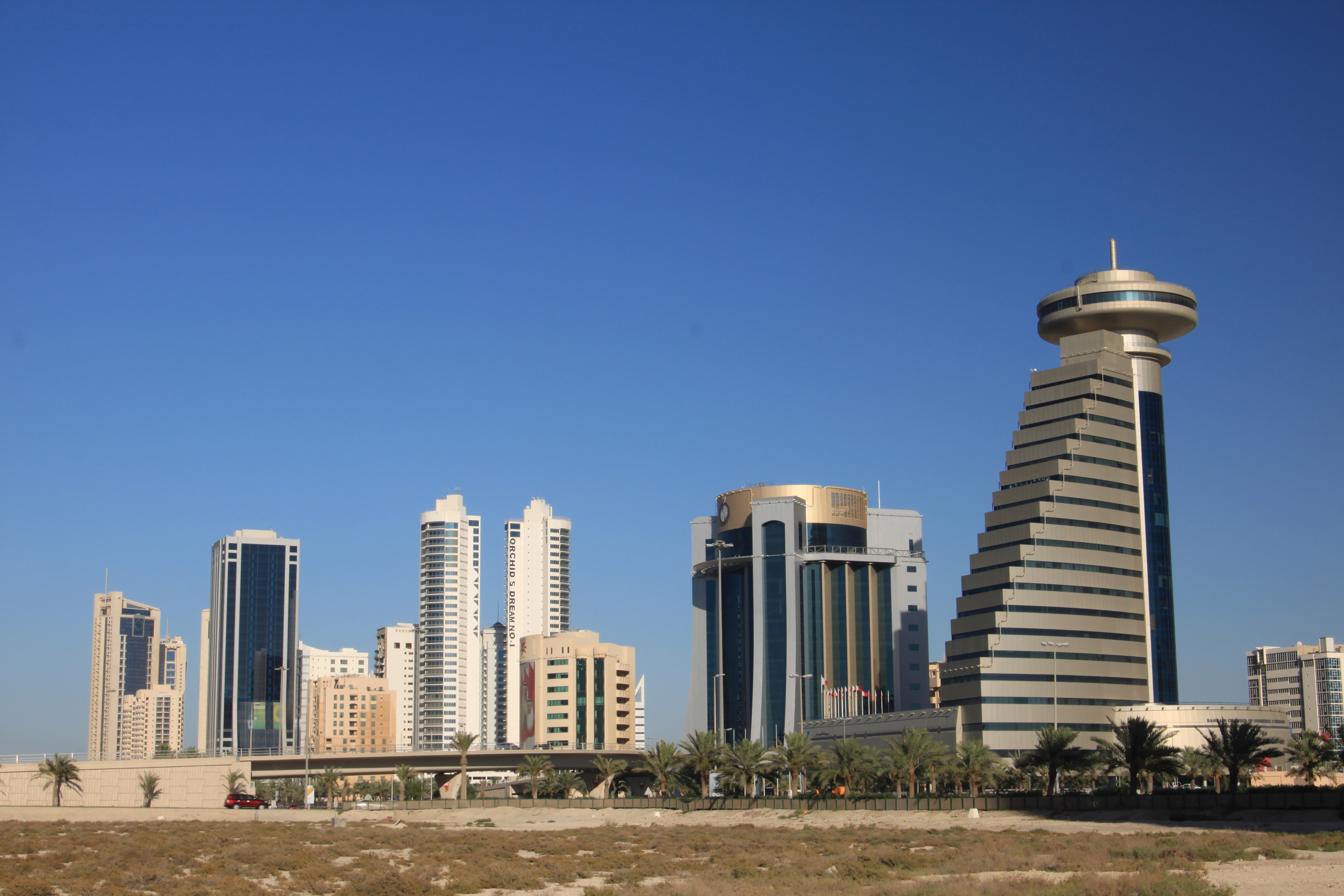
麥納瑪金融區
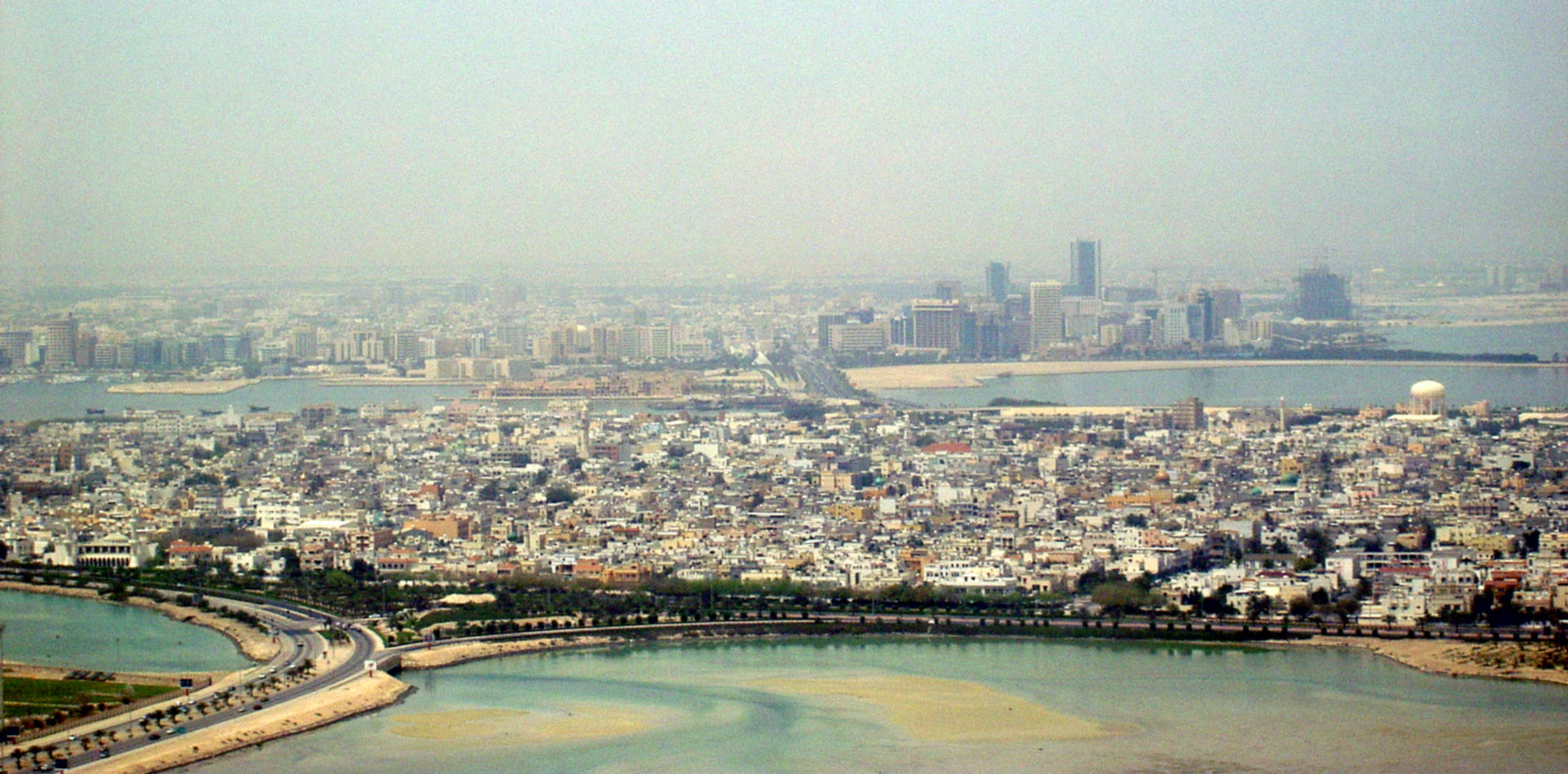
巴林商業區
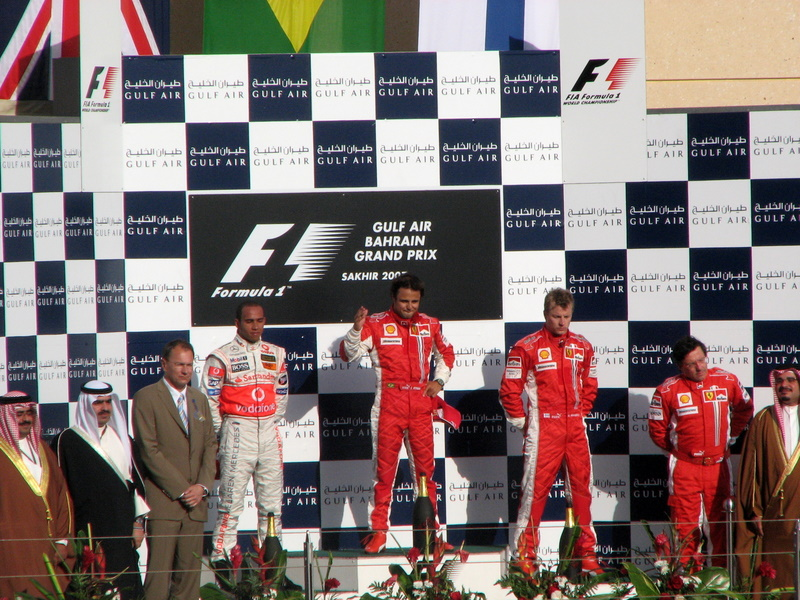
F1賽車場